# Elephas recki
Elephas recki je vyhynulý druh slona, který žil převážně v Africe v období pliocénu a pleistocénu v době před asi 3,5 milionu až 900 tisíc let. Jeho nejbližším dosud se vyskytujícím živočišným příbuzným je slon indický (Elephas maximus), který je dnes zároveň jediným nevyhynulým druhem rodu Elephas.
Elephas recki býval hojně rozšířeným druhem požírající trávu do doby, než byl zcela vytlačen předky dnešního slona afrického z rodu Loxodonta. Byl o trochu větší než dnešní sloni a měřil v kohoutku až 4,5 metru.

## Evoluce druhu
Tento druh slona se vyvinul nejspíš přímo z druhu Elephas ekorensis, který se proháněl africkými pláněmi už před 5 miliony let. Z druhu Elephas recki se pak postupně vytvářely další druhy prehistorických slonů. Nejprve to byl Elephas iolensis a pak ještě další druh Elephas planifrons a po něm mnohé další. Nejvýznamnější ze všech druhů, které vznikly z Elephase reckiho, byl první jmenovaný E. iolensis, protože z něj se nakonec vyvinul dnešní slon indický. Za zmínku stojí ještě sloni z větve Palaeoloxodon, kteří se vyvinuli pravděpodobně také z E. reckiho, ale byla to však slepá vývojová větev, ačkoliv byla početná.
Jak je vidět, Elephas recki byl velice důležitým druhem slona z evolučního hlediska. Tento druh se sám ještě vyskytoval v pěti poddruzích, které většinou popsal M. Beden. 

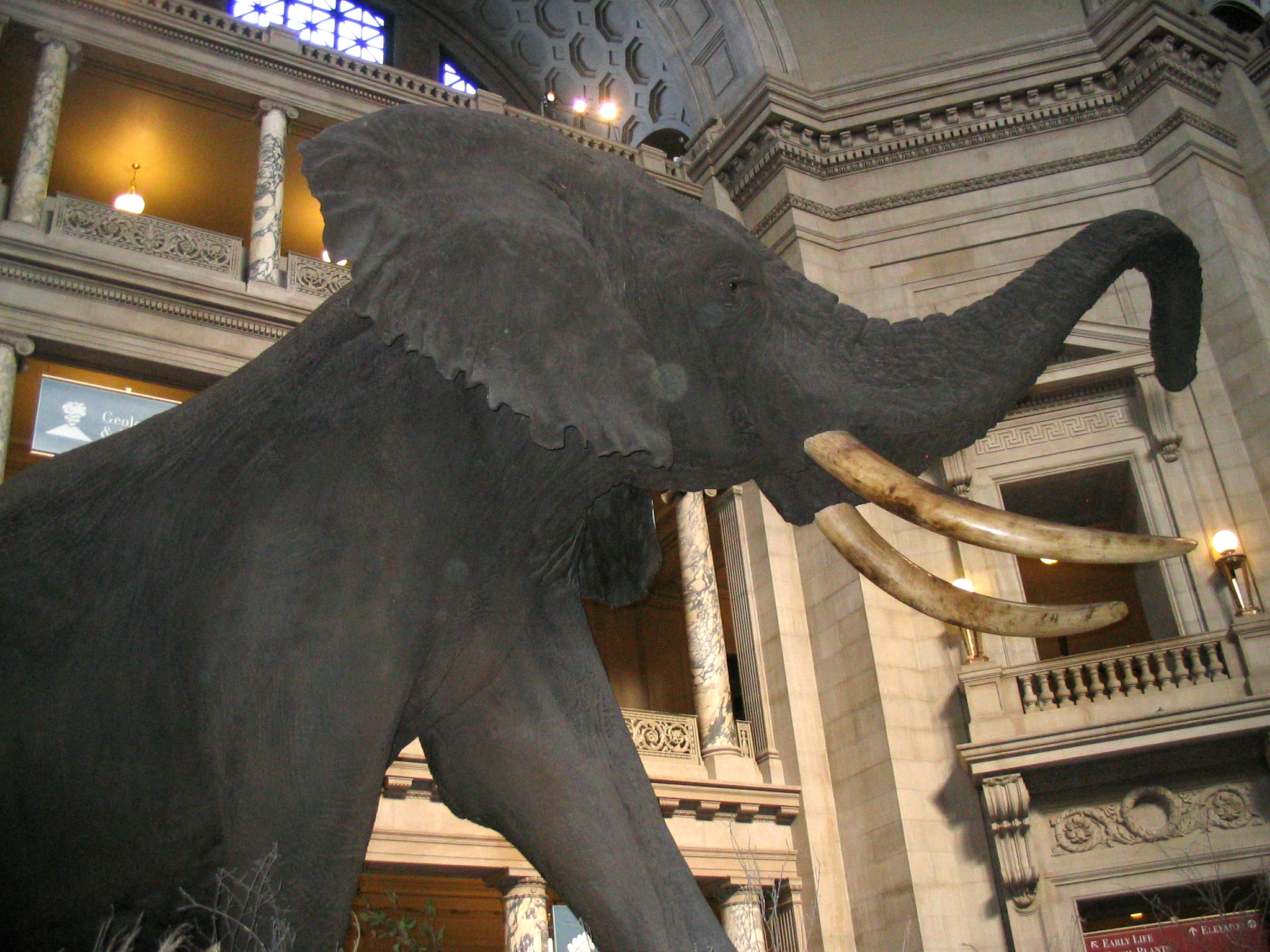
Model Elephase reckiho v muzeu

Na základě výzkumů se zjistilo, že se všechny tyto poddruhy od sebe značně lišily a že se doba jejich výskytu vzájemně kryla. Poddruhy jsou seřazeny od nejstaršího po nejmladší:
- Elephas recki brumpti – Beden, 1980
- Elephas recki shungurensis – Beden, 1980
- Elephas recki atavus – Arambourg, 1947
- Elephas recki ileretensis – Beden, 1987
- Elephas recki recki – Dietrich, 1916